# Potok, Straža
Potok este o localitate din comuna Straža, Slovenia, cu o populație de 211 locuitori.